# Fort Matara

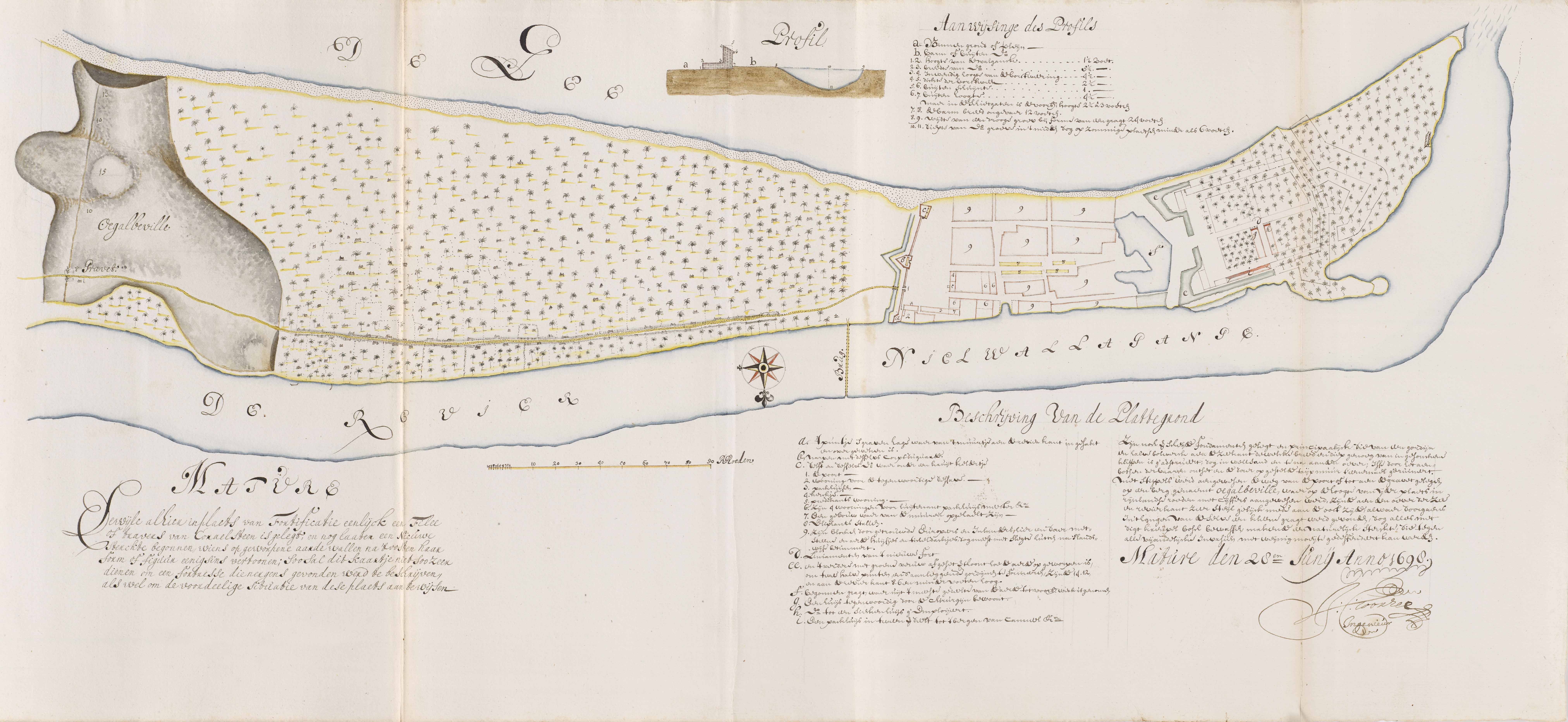
Kaart van Matara uit 1698, uit de aantekeningen van gouverneur Gerrit de Heere. Het noorden is beneden.

Fort Matara is rond 1650 gebouwd door de Vereenigde Oostindische Compagnie (VOC) aan de zuidkust van het eiland dat toen Ceylon heette en nu Sri Lanka. Vanuit Matara werden kaneel en olifanten geëxporteerd. De kaneel naar Europa en de olifanten naar India en Bengalen.

## Fort
Fort Matara bestaat uit een vijf meter hoge en dertien meter dikke muur met een vooruitstekend bastion in het midden en aan weerszijden twee halve bastions. Vroeger was er een gracht voor de muur, met een ophaalbrug naar de poort aan de noordzijde van het centrale bastion. Aan de zuidzijde staat sinds de Britse tijd een klokkentoren. De muur beschermde een landtong tussen de zee en de Nilwala rivier. Op de landtong bevond zich het stadje Matara, in die tijd Mature genoemd, met drie lange, parallel lopende straten met huizen en administratieve gebouwen en een kerk. Achter de huizen was een kraal met drinkvijver en stallen voor de olifanten die in het achterland gevangen werden voor export naar India en Bengalen. Oorspronkelijk was het de bedoeling een stervormig fort te bouwen met vijf bastions, maar ondanks dat de slechte verdedigbaarheid van Matara door meerdere gouverneurs van Ceylon aan de orde werd gesteld is het door geldgebrek altijd bij de muur gebleven. Dat betekende dat het stadje bij een aanval over land vanaf de overkant van de rivier gemakkelijk met kanonnen bestookt kon worden, wat in 1761 ook gebeurde bij de aanval door een leger uit Kandy. Hierom werd in 1763 aan de overkant van de rivier een redoute gebouwd, het Sterfort van Matara, van waaruit het gebied langs de rivier kon worden bestreken.
De muur en de poort verkeren tegenwoordig in goede staat. Ze zijn in 1985 gerestaureerd door Ballast Nedam. Het bastion aan de zeezijde was eerder deels afgebroken om ruimte te maken voor een kustweg. In het stadje staan meerdere gebouwen uit de VOC-tijd, waaronder een kerk. Hierop staat het jaartal 1769, toen de oude door de Kandianen verwoestte kerk heropgebouwd werd. De oudste grafsteen dateert van 1686. Een andere grafsteen, van 1737, is van de dessave Frans Willem Falck, de vader van de latere gouverneur Iman Willem Falck.

## Historie

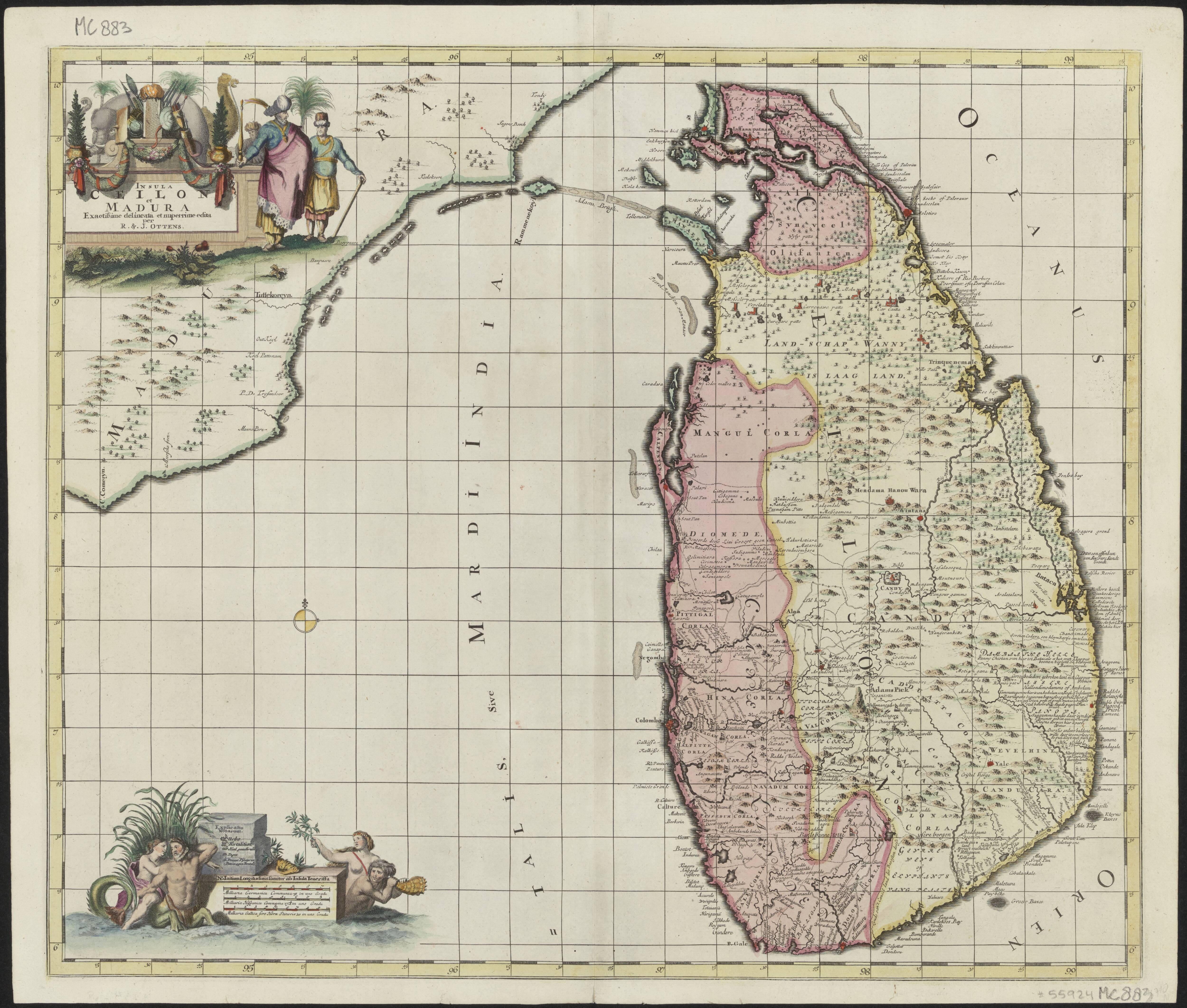
Ceylon op een 18e-eeuwse kaart. Het rode gedeelte werd door de VOC bestuurd.

De VOC was vanaf 1638 op verzoek van de koning van Kandy Rajasingha II doende de Portugezen van Ceylon te verdrijven. Drie jaar na de verovering van Galle in 1640 werd er door Jan van der Laen al een poging gedaan de Portugezen ook uit Matara te verdrijven, maar die mislukte. Vlak voor het sluiten van een bestand tussen de Republiek en Portugal in november 1644 wist men echter Matara en een groot deel van de kaneelgebieden in het zuiden toch te veroveren. Onder gouverneur Maetsuycker werd de eerste fortificatie in Matara gebouwd. Hij vermeldt dat in zijn memorie van overgave aan zijn opvolger Van Kittensteyn in 1652.
Matara was een centrum voor de aanvoer van kaneel uit het binnenland. De kaneelbomen groeiden vooral in het zuidwesten van Ceylon. Vanuit Galle werd de kaneel naar Europa verscheept, waar de verkoop veel winst opleverde. Een ander exportproduct was de olifant. De dieren werden door de chalia-kaste voor de VOC gevangen en naar Matara gebracht. Voor hen was het een traditionele herendienst die ze in ruil voor grondgebruik aan de eigenaar van de grond verplicht waren. Van Matara werden de olifanten naar Jaffna aan de noordkust gebracht, eerst met boten langs de oostkust, later via een landroute over het grondgebied van Kandy. In Jaffna kwamen kooplieden uit India en Bengalen de olifanten ophalen, gebruik makend van wissels getrokken op VOC-kantoren aldaar, zodat men niet met contant geld hoefde te reizen. Een ander regionaal exportproduct was de noot van de betelpalm, een ingrediënt van het populaire stimulerende middel paan in India.
Begin 1761 trokken opstandelingen en troepen uit Kandy op naar de kust. Ze namen het grensfort Hanwella in en toen Tangalle aan de kust, en trokken daarna verder naar Matara. De commandeur van Galle, Abraham Samlant, die in Matara was om de verdediging te organiseren, ontving een ola van de rebellen. Zij zouden 'alle sonder iemand te laten gaan, als de vinken die in een net gevangen sijn, massecreeren, mitsgaders de aarde van de plaats waarop het fort Mature staat in zee te gooien'. In februari zetten de rebellen vijf batterijen met 28 kanonnen aan de overkant van de rivier en bombardeerden daarmee het stadje. Op 24 maart werd het opgegeven en ontsnapte het garnizoen naar Galle met het schip de Renswoude, dat onderweg was geweest naar Batavia maar door Samlant voor de zekerheid naar Matara was gestuurd. Matara werd daarop grotendeels verwoest. In 1763 werd het door de nieuwe gouverneur Van Eck zonder veel moeite weer terug veroverd, waarna de wederopbouw begon.

## Afbeeldingen

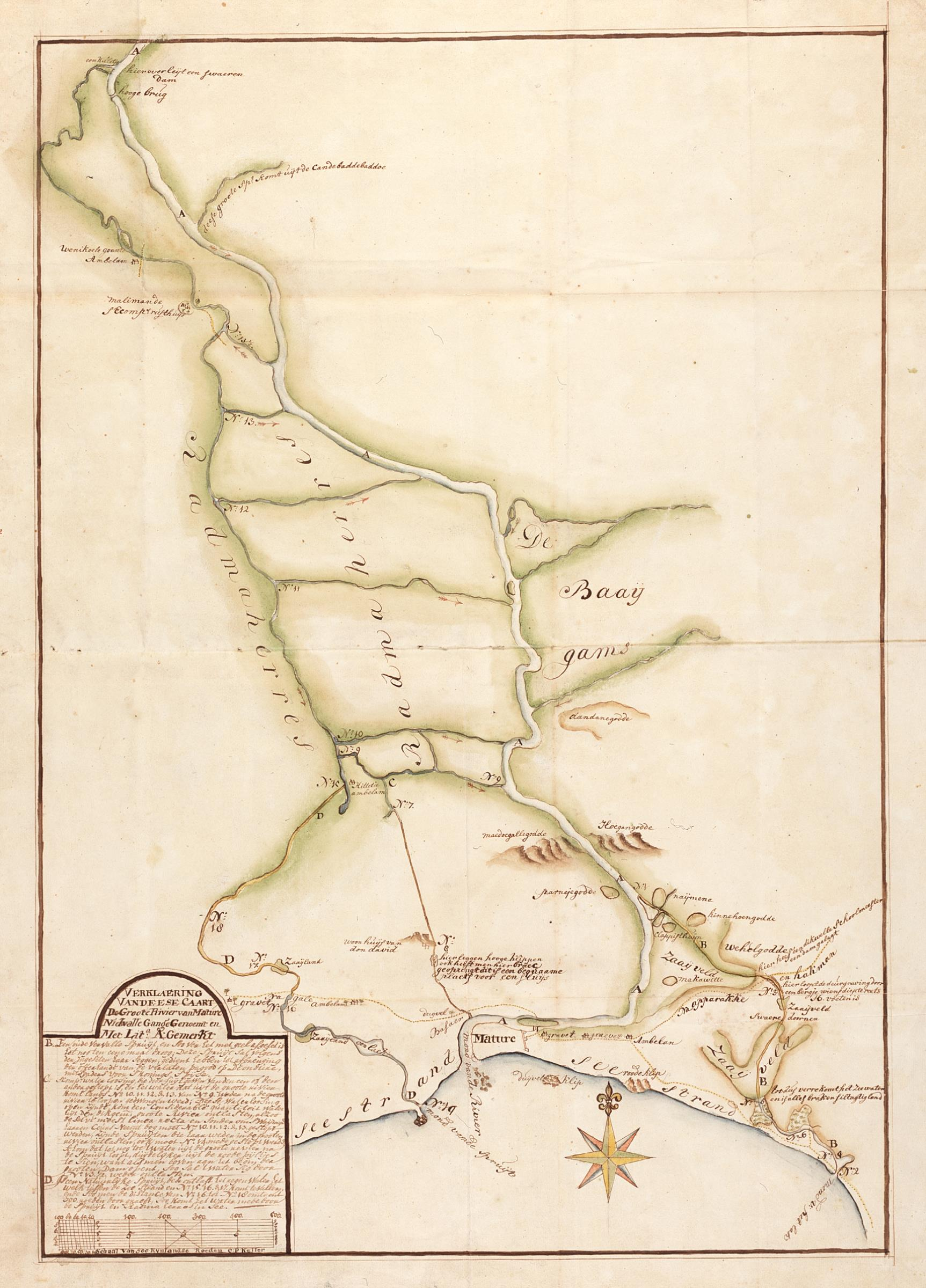
Matara en het stroomgebied van de Nilwala
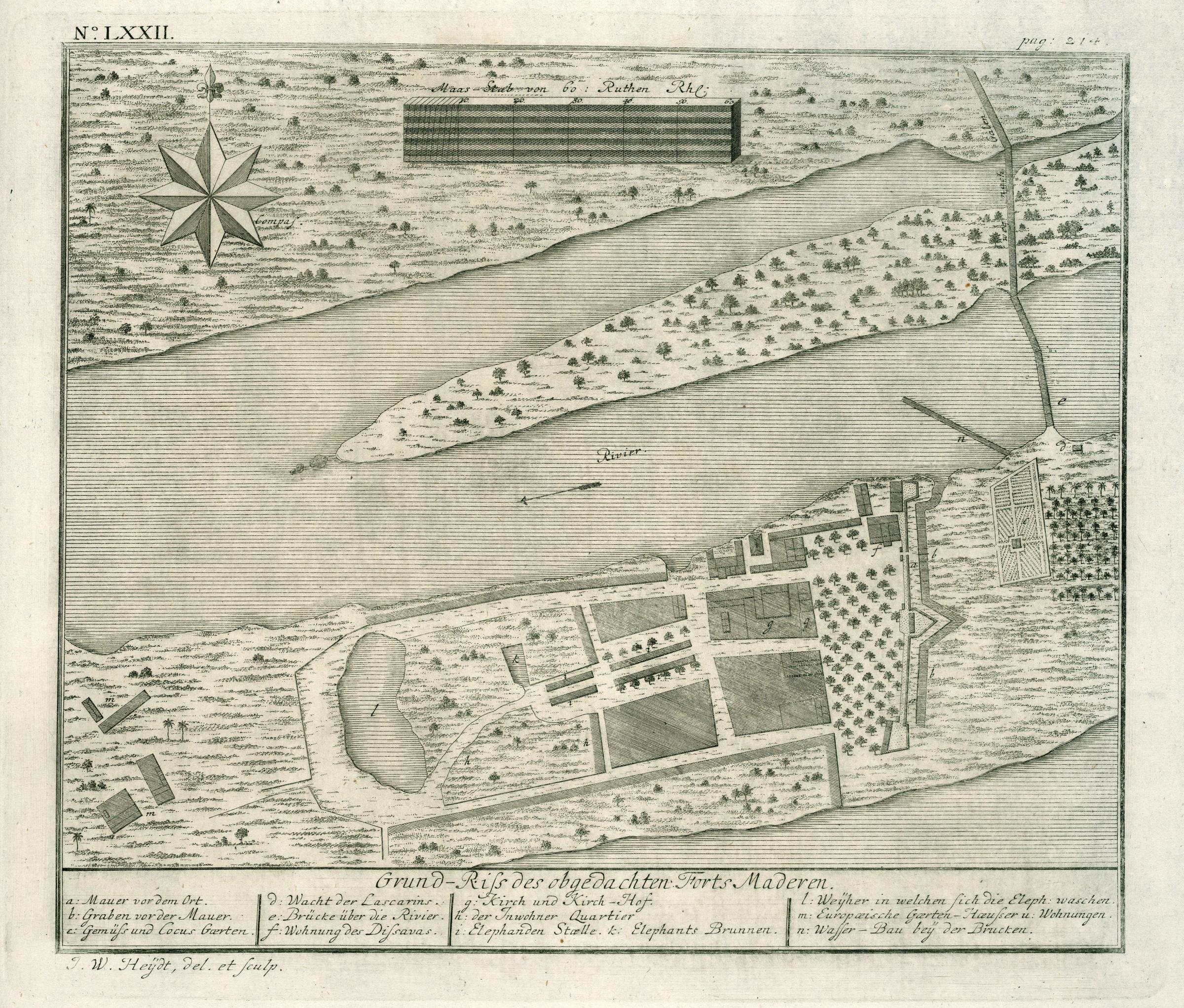
Kaart van Matara rond 1740
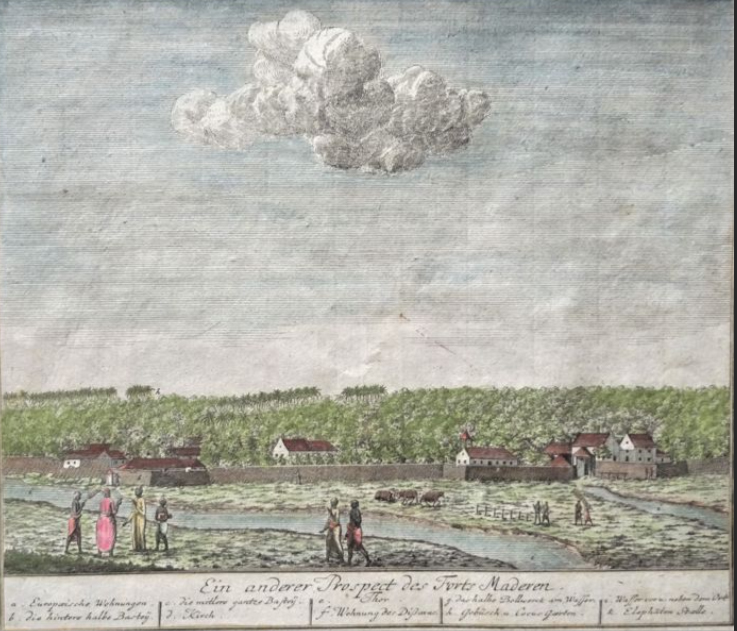
Matara rond 1740
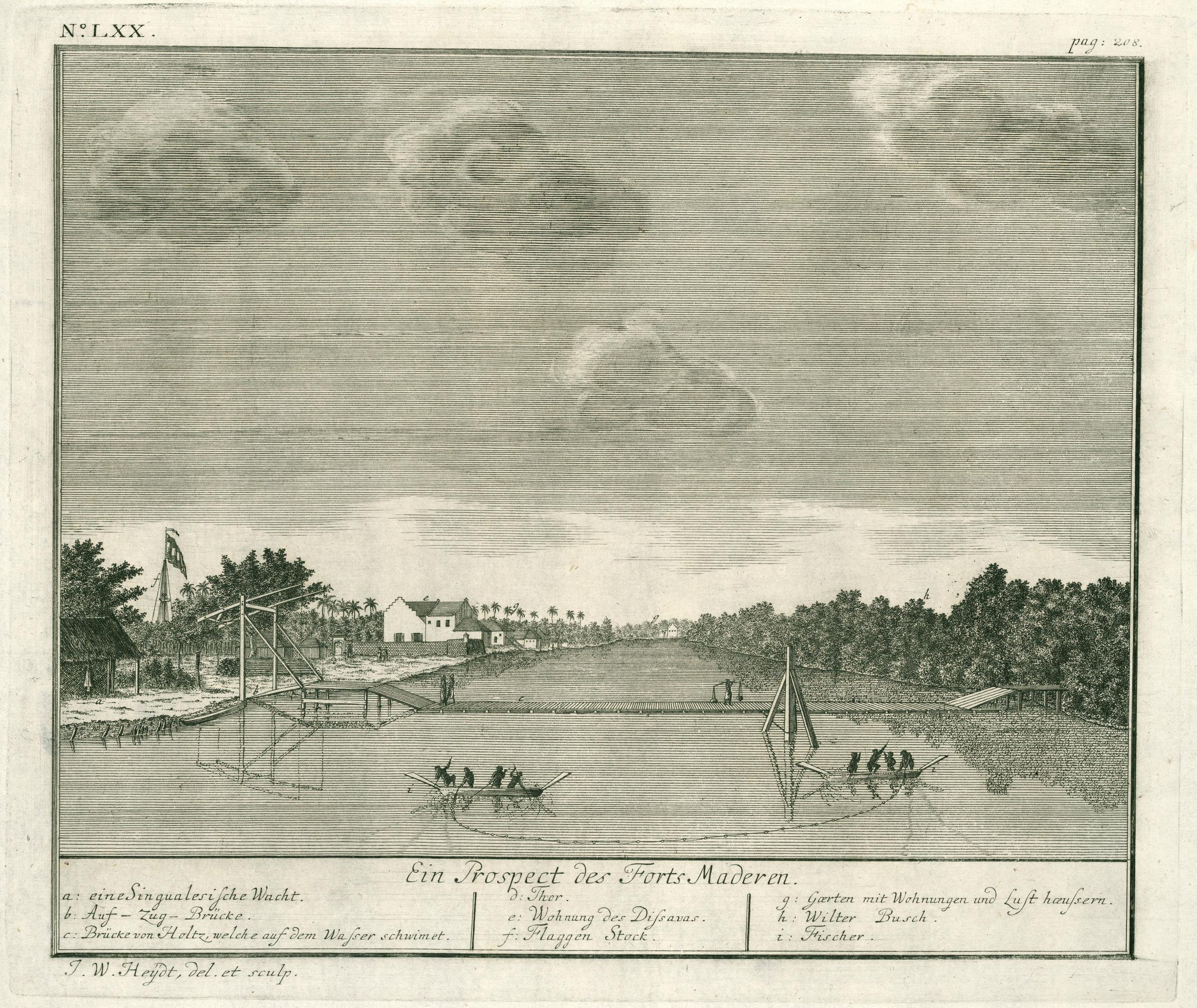
Brug over de Nilwala met links het fort
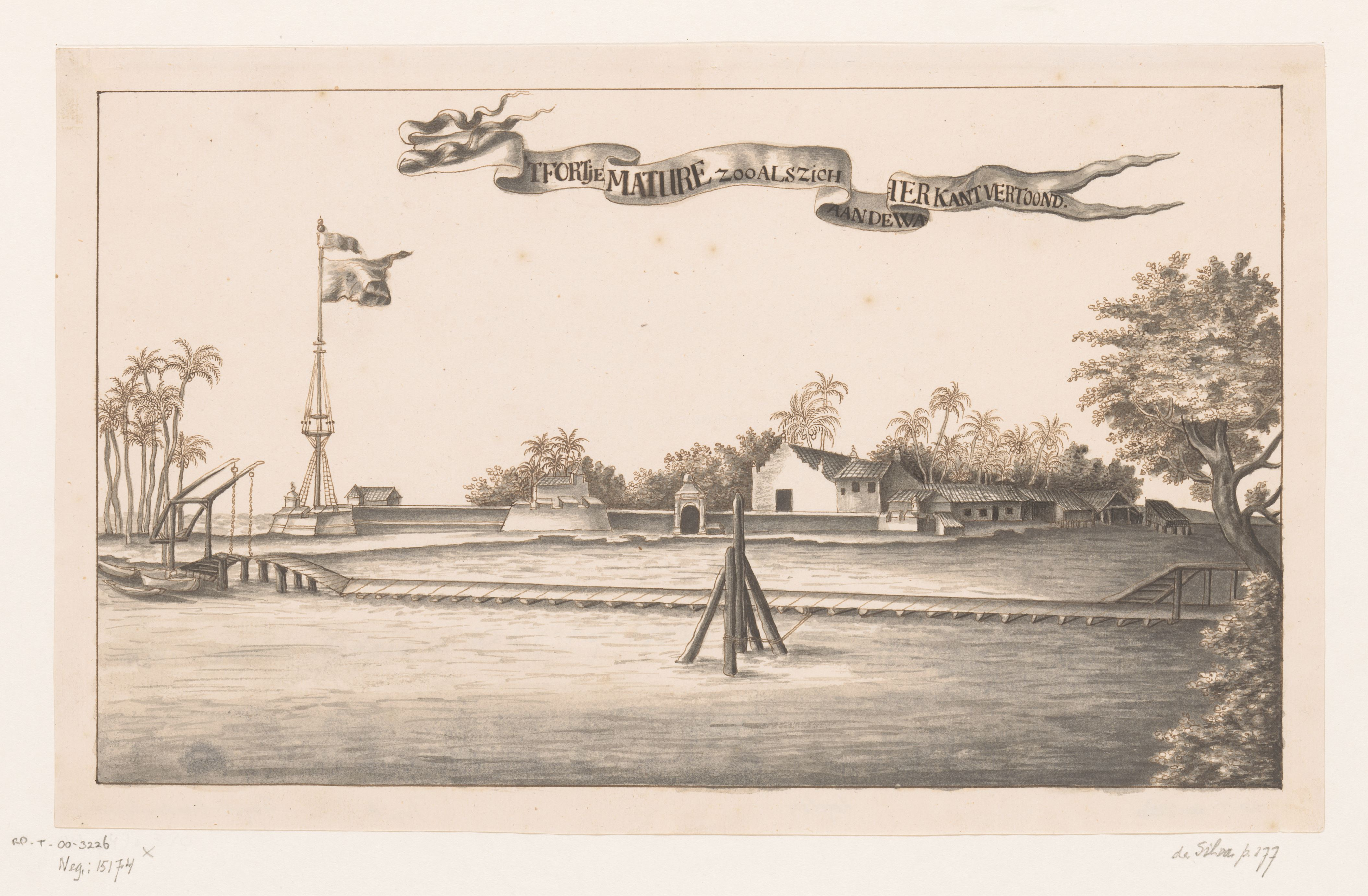
Fort Matara vanaf de overkant van de Nilwala
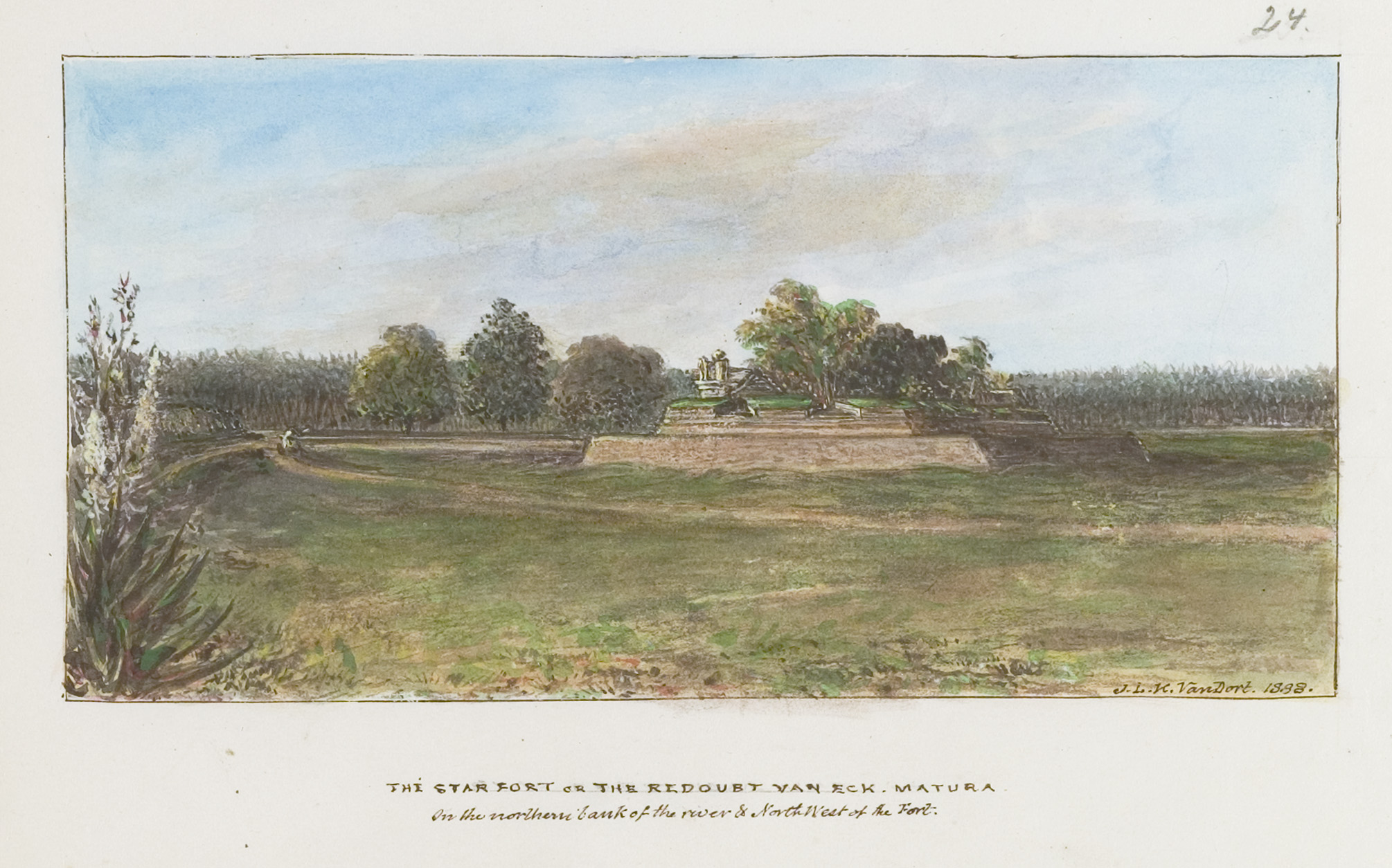
Het sterfort van Van Eck in 1888
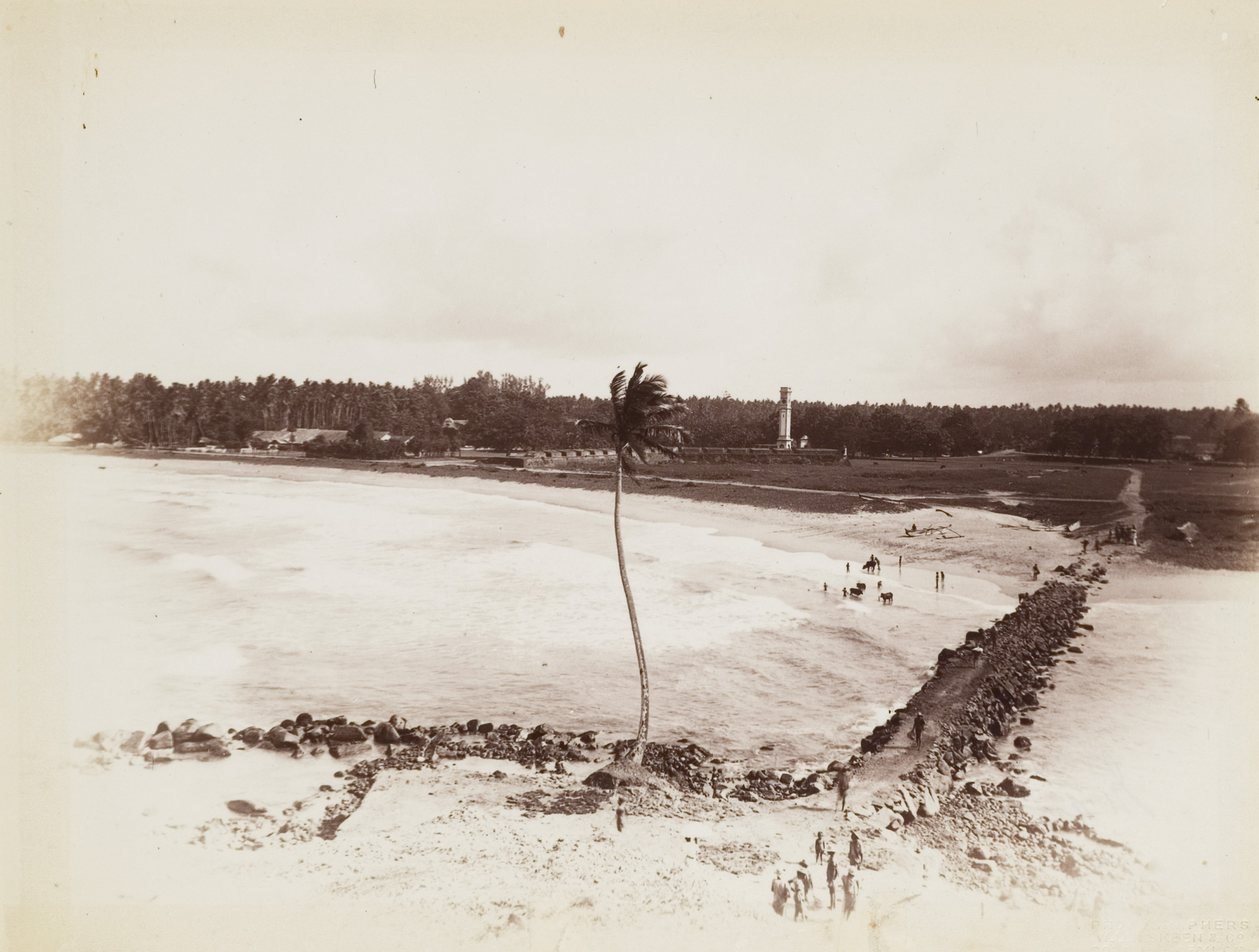
Fort Matara rond 1890
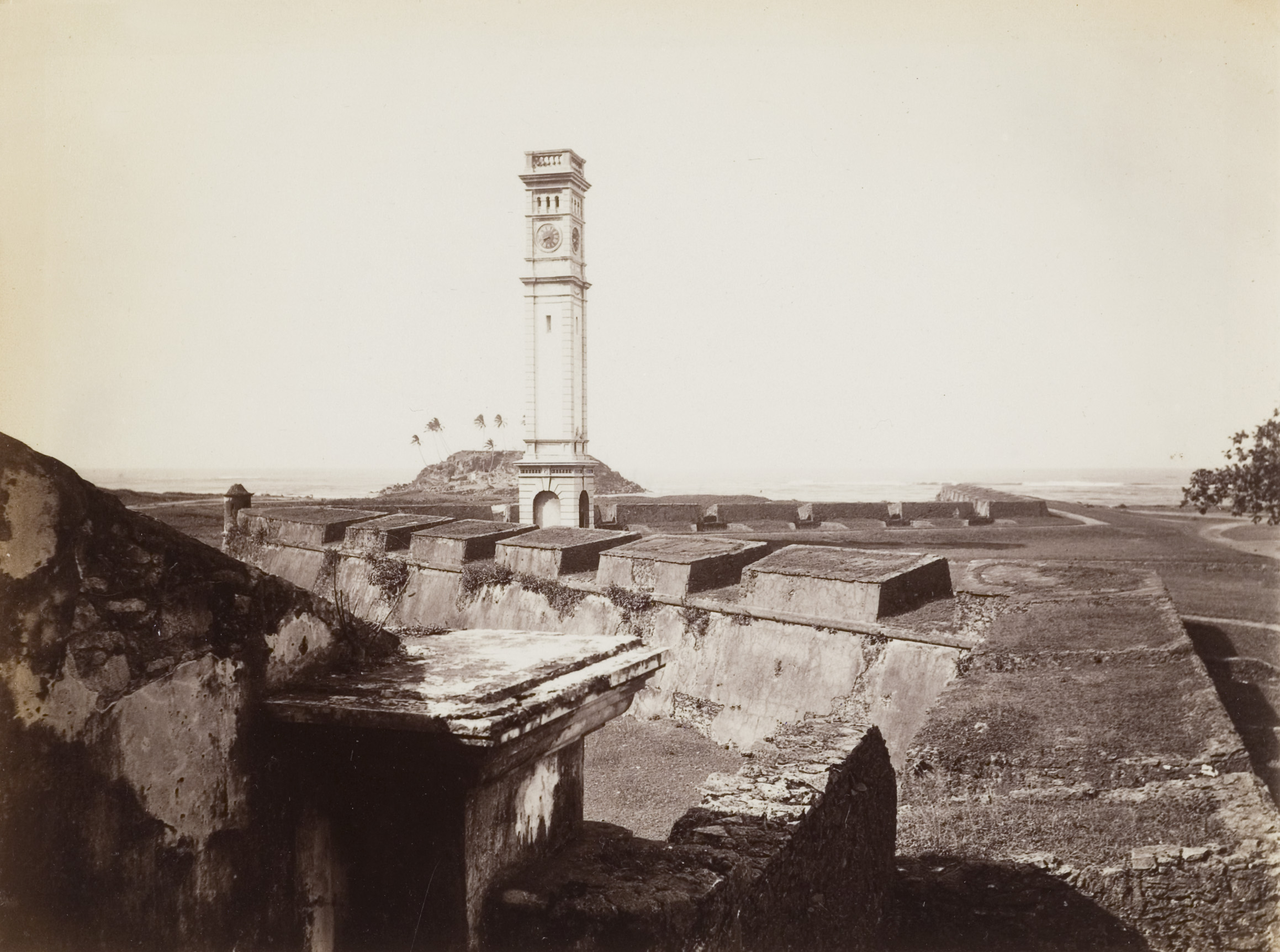
De Britse klokkentoren
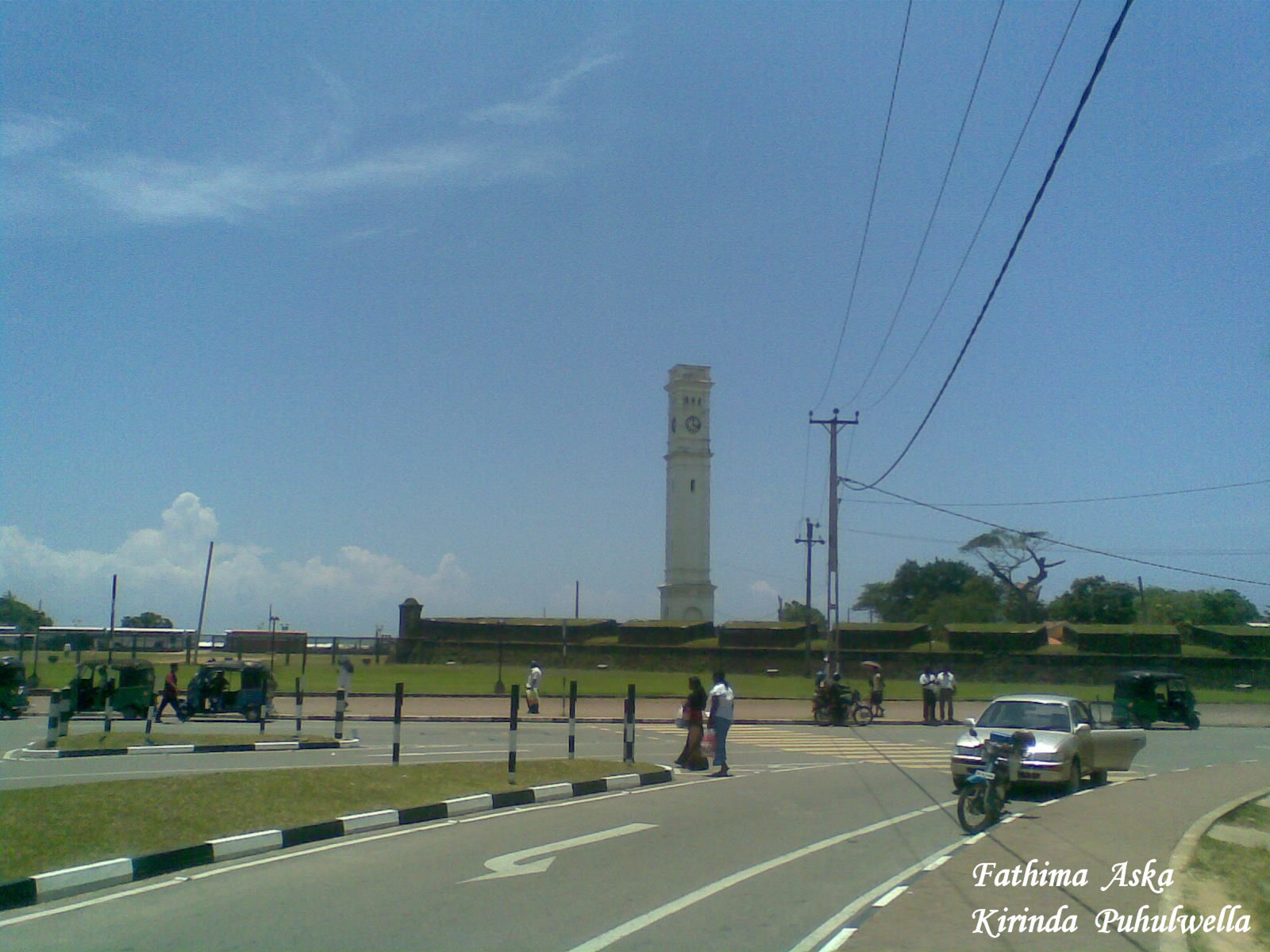
De klokkentoren in 2011
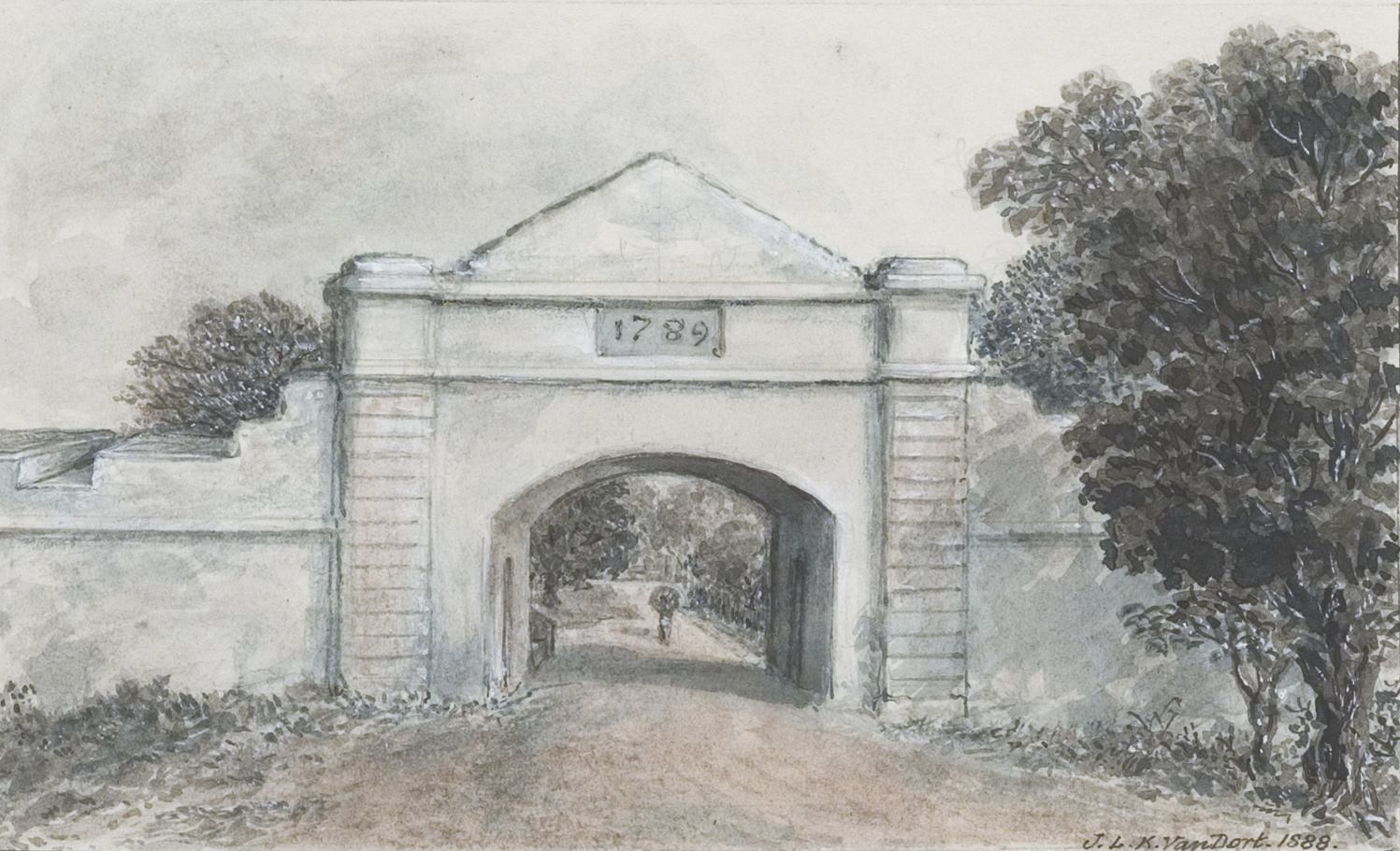
De poort van Matara eind 19e eeuw
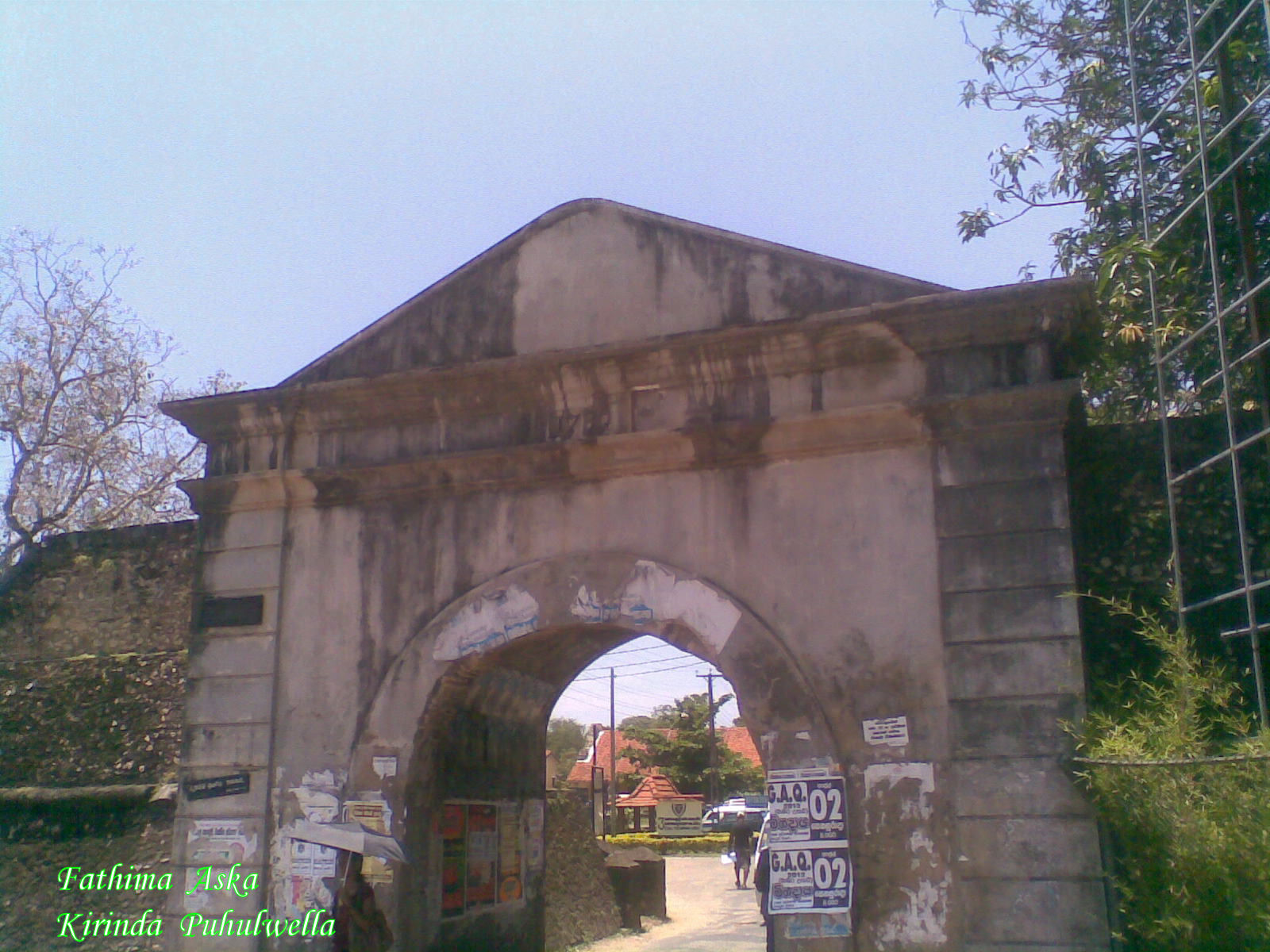
De poort in 2011
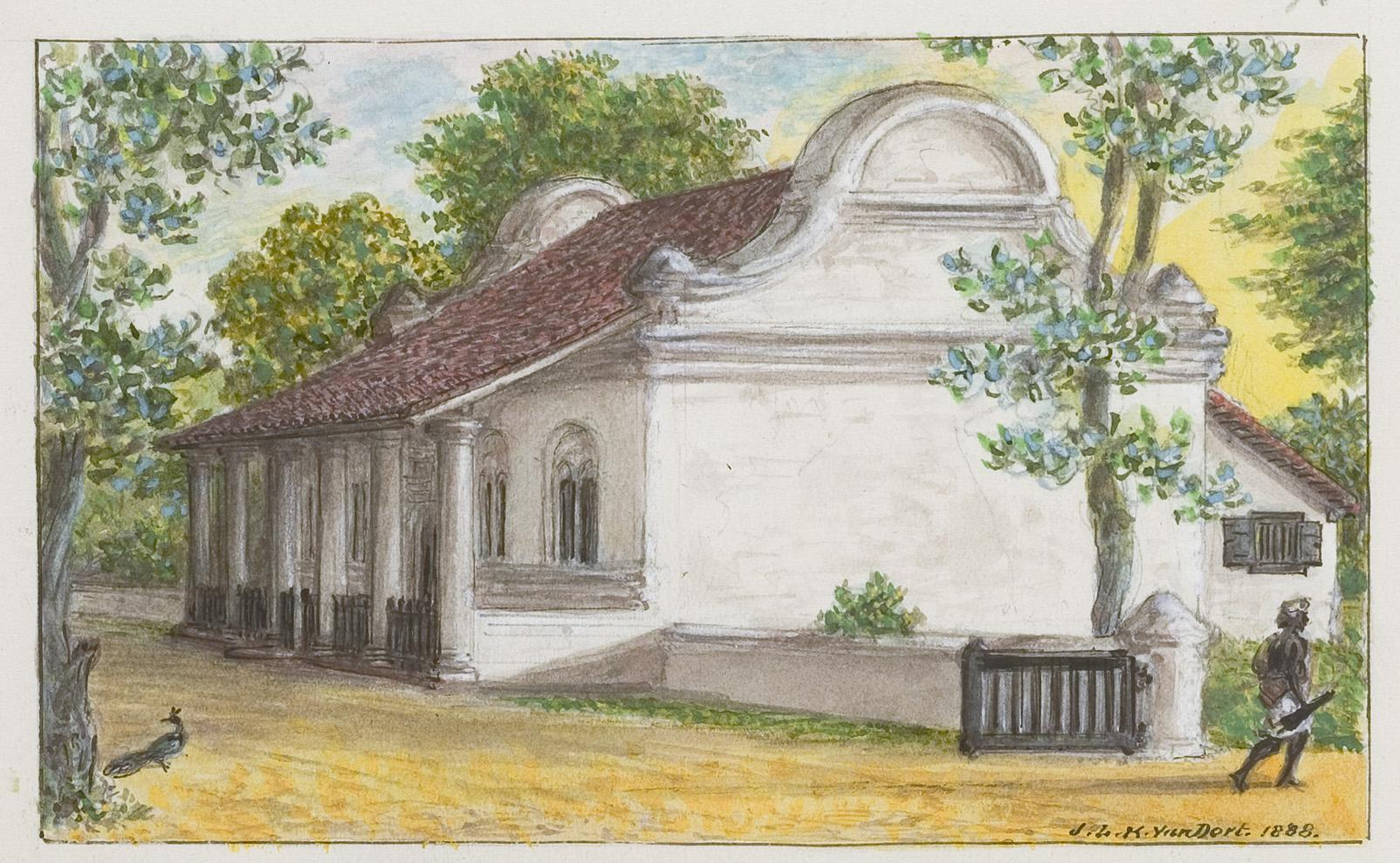
De Nederlandse kerk in Matara rond 1890
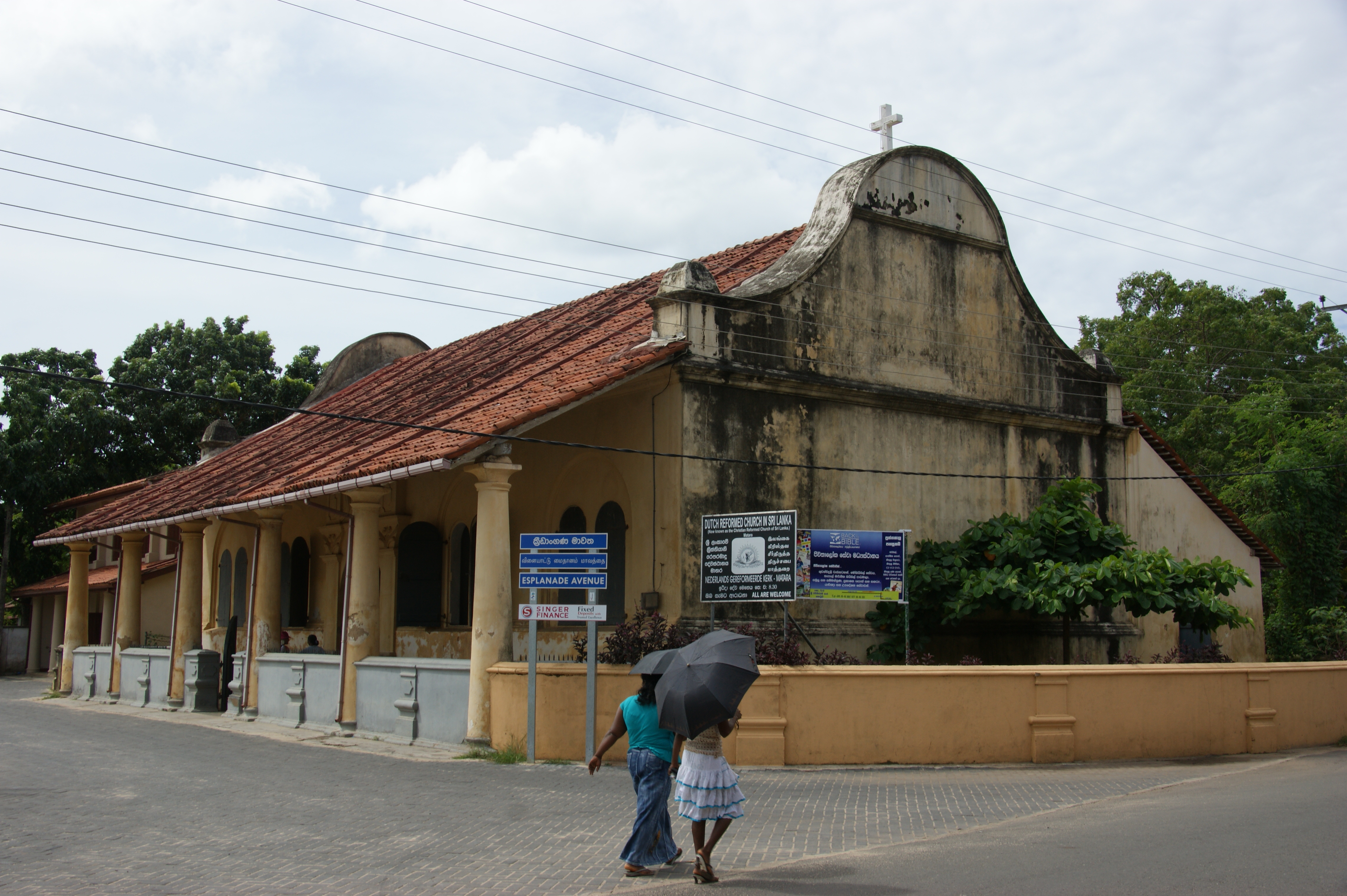
De kerk in 2012